# Schistocarpha bicolor
Schistocarpha bicolor là một loài thực vật có hoa trong họ Cúc. Loài này được Less. miêu tả khoa học đầu tiên năm 1831.